# John Wesley Hardin
John Wesley Hardin (Bonham, Texas, 26 de maio de 1853 – El Paso, Texas, 19 de agosto de 1895). Um dos mais brutais, mais certeiros e mais rápidos atiradores de todos os tempos, Hardin foi um fora-da-lei do período da história dos Estados Unidos da América conhecido como "Velho Oeste". Chamado de "o último pistoleiro", teve pelo menos um encontro com o lendário "Wild Bill" Hickok, um vulto histórico americano e uma figura notória do Velho Oeste.

## Biografia
Filho de um ministro da Igreja Metodista, John Wesley Hardin matou entre 27 e 42 pessoas no decorrer de sua vida curta. Hardin, já um atirador exímio aos 12 anos, cometeu o seu primeiro crime aos 14 anos, quando, em autodefesa, apunhalou um rapaz chamado Charles Sloter, da mesma idade após uma discussão em relação a um suposto graffiti a insultar uma rapariga da turma; mas foi aos 15 anos que caiu de cabeça no crime: após matar um ex-escravo que o havia atacado, foi obrigado a fugir pelo seu pai, visto este pensar que John Wesley não receberia um julgamento justo (um terço da polícia de Estado eram ex-escravos) e seria consequentemente condenado à morte. Semanas depois, matou três soldados que haviam descoberto a sua localização e que o tentaram deter. Aos 17 anos, tinha já matado, pelo menos, 12 pessoas, e tinha "sobre a sua cabeça" uma recompensa de 1000 dólares pela sua captura. 
Em 1871, Wes Hardin chega a Abilene, sob o nome falso de Wesley Clemmons, e é, semanas depois, confrontado pelo sheriff da cidade, "Wild Bill" Hickok, por ter consigo um par de armas de fogo. Hardin diz, na sua autobiografia, que depois de "Wild Bill" lhe ter pedido as armas, este, no momento em que as ia entregar, executou a Road Agent's Spin, técnica na qual este revirava as armas de forma a apontá-las ao adversário no momento em que as entregava, apanhando este desprevenido. Isto é improvável, dada a experiência como pistoleiro de "Wild Bill" Hickok. Em Agosto do mesmo ano, depois de uma noite de jogo e bebida, John Wesley Hardin ficou hospedado no American House Hotel onde, no quarto ao lado do dele, estava um homem chamado Charles Cougar a ressonar. Hardin, frustrado (e embriagado) disparou vários tiros na parede que dava para o outro quarto, eventualmente acertando na cabeça do homem, matando-o (note-se que não era a intenção de Hardin matar o homem, mas sim acordá-lo, visto este ter disparado numa parte alta da parede afastada da cama; Charles Cougar assustado, levantou-se, e a bala acabou por lhe acertar na cabeça). Logo de imediato, John Wesley fugiu do hotel pela janela, em roupa interior, e fugiu a cavalo de Abilene, pois este sabia (como admitiu na sua autobiografia) que quando "Wild Bill" Hickok descobrisse quem ele era, o "mataria sem aceitar explicações, para juntar à sua reputação". 
Em 1874, no seu 21.º aniversário, Hardin matou o sheriff de Brown County, Charles Webb, depois deste, nas suas costas, ter tentado tirar a sua arma e matar Hardin, tendo-o conseguido, se não tivesse sido visto por um amigo de Wes Hardin, que gritou. Nesse momento, Hardin, tira a sua arma a uma velocidade estonteante, vira a cabeça para trás, e acerta precisamente na testa de Charles Webb. Foi esta a morte que destruiu de vez a reputação de Hardin. Webb era muito popular entre os residentes de Brown County: era considerado uma boa pessoa, não parecia estar envolvido em qualquer tipo de corrupção, e por isso as pessoas gostavam dele. A partir desse momento, foi  procurado “Vivo ou Morto” por todo o Oeste, em cartazes que diziam dar uma recompensa de 4000 dólares (o equivalente a 4 milhões de dólares nos dias de hoje). 
Foi finalmente capturado em 1877, e condenado a 25 anos de prisão. Enquanto estava alojado, estudou "direito" e obteve a licença de advocacia. 17 anos mais tarde, em 1894, saiu da prisão em liberdade condicional e abriu um escritório de direito. Eventualmente, em agosto de 1895, em El Paso, no Texas, John Wesley Hardin foi assassinado, no Acme Saloon, por John Selman, aos 42 anos, atingido por 4 tiros nas costas, devido a uma discussão que Hardin havia tido com este anteriormente.